# Mircea Câmpeanu
Mircea Câmpeanu (Sibiu, 1939 – 4 maggio 2025) è stato un cestista rumeno.

## Carriera
Con la Romania ha disputato i Campionati europei del 1963.